# Lallemandana mareana
Lallemandana mareana är en insektsart som beskrevs av Victor Lallemand 1942. Lallemandana mareana ingår i släktet Lallemandana och familjen spottstritar. Inga underarter finns listade i Catalogue of Life.